# Dolmen von Laufen

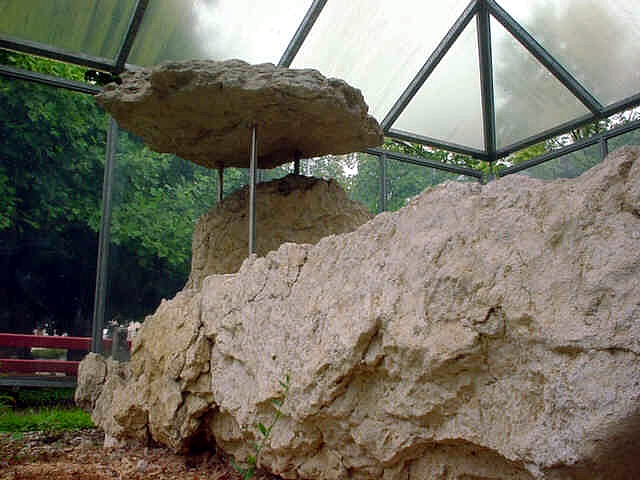
Dolmen von Laufen

Der Dolmen von Laufen befindet sich im Ort und der Gemeinde Laufen im Kanton Basel-Landschaft in der Schweiz. Der Dolmen wurde 1946 entdeckt und von Alban Gerster ausgegraben.
Die rechtwinklige Grabkammer aus Kalksteinplatten wurde auf dem Areal einer Plattenfabrik gefunden und ist heute restauriert vor dem nördlichen Stadttor von Laufen unter einem Schutzdach zu finden. 
Auf der rötlich verwitterten Ostplatte, die wohl den Zugang bildete, wird ein Seelenloch vermutet, durch das vermutlich die Skelette in den heiligen Raum geschoben wurden. 121 Zähne von 24 Erwachsenen und 8 Kindern wurden gefunden.
Das Grab gehört typologisch zu den Dolmen im Jura, wie sie z. B. auch in Aesch, Courgenay, Degernau und Schwörstadt zu finden sind.
Im Jahr 2000 legte ein Bagger etwa 120 m südöstlich eine 2,90 × 1,70 m grosse Kalksteinplatte frei. Die Fundumstände liessen erkennen, dass es sich um einen zweiten jungsteinzeitlichen Dolmen handelt. Die Platte war eine Seitenwand, die bei einer Plünderung der Grabanlage in römischer Zeit liegengelassen wurde. Die restlichen Steinplatten verwendete man wohl für den Bau der nahe gelegenen römischen Villa von Laufen-Müschhag. 
Die beiden Dolmen stehen in einem gemeinsamen gläsernen Schutzbau vor der Katharinenkirche. 